# Comuna Kohila

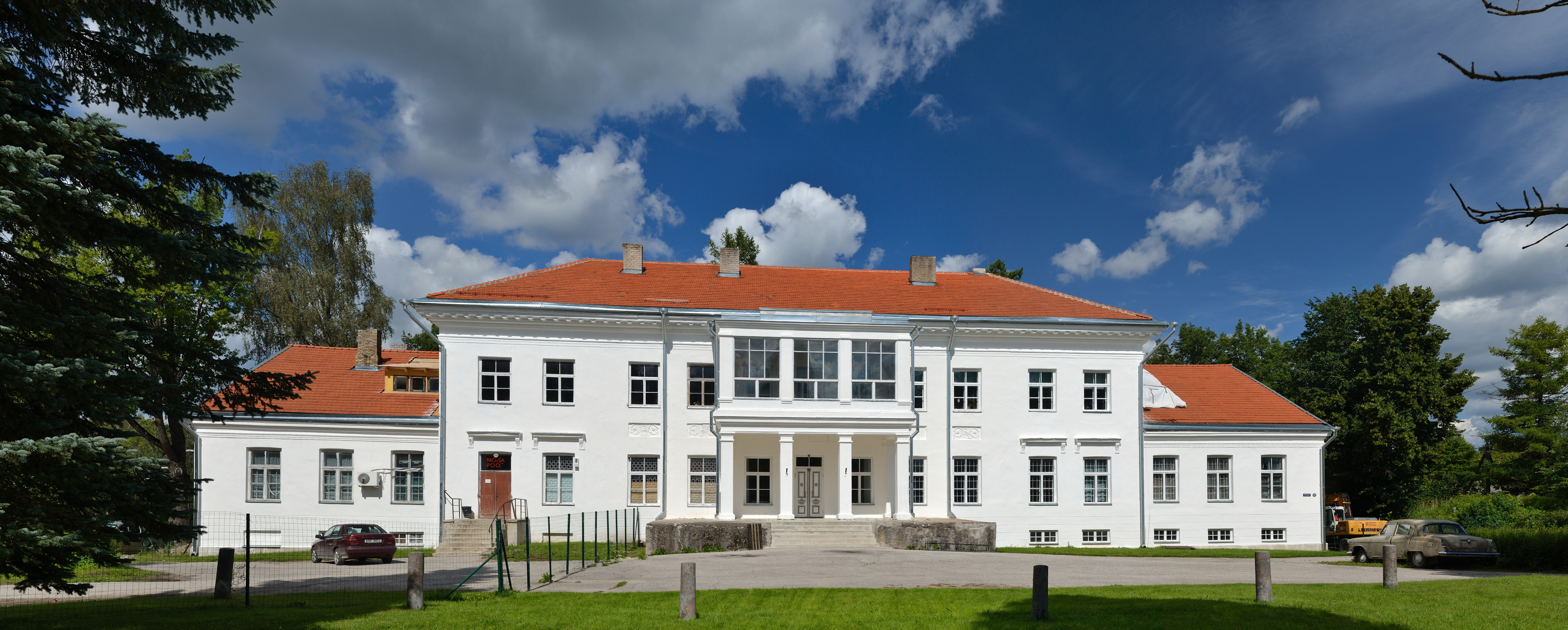

Kohila este o comună (vald) din Județul Rapla, Estonia.
1. ↑  Consiliul Funciar Eston, accesat în 11 martie 2018